# Luis Orbegoso
Luis Orbegoso (Argentina, ¿? - ibídem, 13 de septiembre de 1986) fue un actor de cine. Provenía del teatro independiente y su rostro, de rasgos duros y fuerte personalidad apareció en varios filmes policiales. Una de sus actuaciones destacadas fue en La Patagonia rebelde (1974) dirigido por Héctor Olivera.

## Filmografía
Actor
Estas son las películas en las que Orbegoso participó:
- Los chiflados del batallón   (1975)
- Solamente ella   (1975)
- Operación Rosa Rosa   (1974) …Frederic
- La Patagonia rebelde   (1974) …El 68
- Los traidores (1973) …Peralta
- La malavida   (1973)
- La maffia   (1972)
- Con alma y vida   (1970)… Zurdo
- Destino para dos   (1968)
- Dos quijotes sobre ruedas   (1966)
- Canuto Cañete, detective privado   (1965) …Capataz
- El encuentro   (1964)
- Máscaras en otoño   (1964)
- Mate Cosido   (1962) …Guardia en camión
- Don Frutos Gómez   (1961)
- El rufián   (1961)
- Obras maestras del terror   (1960) …Acosador de Lucía (episodio "El extraño caso del señor Valdemar")
- Luna Park   (1960)
- Procesado 1040   (1958)Fuentes
- El secuestrador   (1958)
- Detrás de un largo muro   (1958) …Hombre en bomba de agua
- Una viuda difícil   (1957)
- Continente blanco   (1957)
- Los hampones   (1955) …Moro